# Jan Karel Hendrik de Roo van Alderwerelt

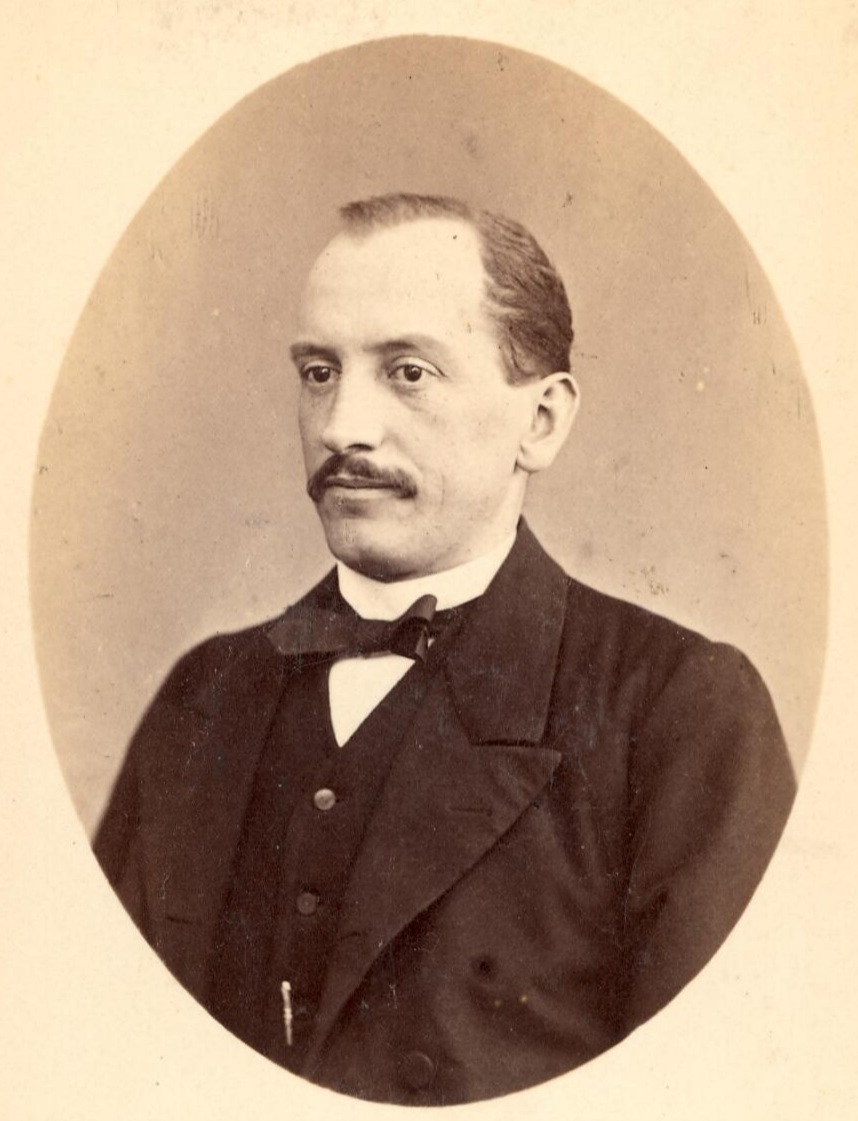
Jan Karel Hendrik de Roo van Alderwerelt

Jan (Joan) Karel Hendrik de Roo van Alderwerelt (* 6. August 1832 in Harderwijk, Provinz Gelderland; † 29. Dezember 1878 in Den Haag) war ein niederländischer Offizier und liberaler Politiker, der unter anderem von 1866 bis zu seinem Tode 1878 Mitglied der Zweiten Kammer der Generalstaaten sowie zwischen 1877 und seinem Tode 1878 im Kabinett Kappeyne van de Coppello Kriegsminister war. Als wichtigster verteidigungspolitischer Sprecher der Liberalen seiner Zeit war er am Sturz mehrerer Kriegsminister beteiligt und Verfechter einer Volksarmee, Abschaffung der Stellvertreterarmee und eines festen Verteidigungssystems. 

## Leben

### Offizier und Mitglied der Zweiten Kammer
Jan (Joan) Karel Hendrik de Roo van Alderwerelt, Sohn des Infanterie-Majors Joan Carel Anne de Roo van Alderwerelt und Carolina Maria Elandina Heeneman, absolvierte eine Offiziersausbildung an der Königlichen Militärakademie KLM (Koninklijke Militaire Academie) in Breda und wurde nach deren Abschluss am 28. September 1855 zum Leutnant der Infanterie. Er diente zwischen dem 1. März 1858 und dem 1. Juni 1864 als Oberleutnant (Eerste luitenant) in dem in Den Haag stationierten 8. Grenadier- und Jägerregiment (Achtste regiment Grenadiers en Jagers) und wurde nach seiner Beförderung zum Hauptmann (Kapitein) am 21. Mai 1864 zum 1. Infanterieregiment (Eerste regiment infanterie) nach Leeuwarden, in dem er vom 1. Juni 1864 bis zum 19. November 1866 diente. Er verfasste seit 1864 zudem zahlreiche Artikel zu geschichtlichen und militärischen Themen in Zeitschriften wie De Tijdspiegel und De Gids.
Bei der Parlamentswahl 1866 wurde de Roo van Alderwerelt erstmals zum Mitglied der Zweiten Kammer der Generalstaaten (Tweede Kamer der Staten-Generaal), des Unterhauses des Parlaments (Generalstaaten), gewählt und vertrat in dieser nach seinen Wiederwahlen bei den Wahlen 1868, einer Nachwahl 1874 sowie einer Nachwahl 1877 zwischen dem 19. November 1866 und seinem Tode am 29. Dezember 1878 den Wahlkreis Leeuwarden. Innerhalb der Liberalen schloss er sich der nach ihrem Vorsitzenden Joannes Kappeyne van de Coppello sogenannten „Kappeyniaan“-Gruppe an. 
Bei seinen Wahlen 1874 und 1875 besiegte er C.J. de Bordes und bei seiner Wahl 1877 sowohl Arnold Kerdijk als auch Alexander de Savornin Lohman. Als wichtigster verteidigungspolitischer Sprecher der Liberalen seiner Zeit war er am Sturz mehrerer Kriegsminister beteiligt und Verfechter einer Volksarmee (Volksleger), Abschaffung der Stellvertreterarmee und eines festen Verteidigungssystems. Im Dezember 1873 hatte er gegen das Budget der Marine gestimmt, mit der Folge, dass die Ablehnung zum Rücktritt von Marineminister Lodewijk Gerard Brocx führte. Er war einer von acht Liberalen, die 1874 gegen Artikel 1 des Entwurfs des Volkszählungsgesetzes (Censuswet) gestimmt haben, was zur Ablehnung dieses Vorschlags führte. 1876 war er Vorsitzender des Ausschusses der Berichterstatter für die Kapitel I und II der Verfassung sowie des Ressourcengesetzes (Wet op de Middelen). Ferner gehörte er zwischen Februar und November 1877 dem Zentralausschuss der Zweiten Kammer als Mitglied an.
Am 1. September 1874 wurde ihm der Dienstgrad eines Major (Majoor) der Infanterie mit dem Zusatz buiten dienst (b.d) verliehen, der für militärisches Personal und insbesondere Offiziere verwendet wird, die im dienstfähigen Alter entlassen werden, wobei dieses Renteneintrittsalter in der Regel vor dem allgemeinen Renteneintrittsalter liegt.

### Kriegsminister im Kabinett Kappeyne van de Coppello
Dieser berief de Roo van Alderwerelt am 3. November 1877 als Kriegsminister (Minister van Oorlog) in sein Kabinett Kappeyne van de Coppello, dem er bis zu seinem Tode am 29. Dezember 1878 angehörte. Sein Nachfolger als Kriegsminister wurde zunächst kommissarisch Marineminister Hendrikus Octavius Wichers, ehe Jacobus Catharinus Cornelis den Beer Poortugael am 1. Februar 1879 neuer Kriegsminister wurde.
Mit der Übernahme des Ministeramtes schied er am 3. November 1877 aus dem aktiven Militärdienst aus, weil er gegenüber den Obersten und Generälen in der Zweiten Kammer nicht als Untergeordneter gelten wollte. Entgegen der üblichen Gepflogenheit behielt er bei der Übernahme des Ministeramtes andererseits sein Mandat in der Zweiten Kammer. Nach Ausbruch seiner Krankheit versuchte er, vom Krankenbett aus zu regieren. Da dies aber nicht funktionierte, bestand die Zweite Kammer auf seinem Rücktritt, dem er allerdings nicht nachkam.
Am 5. April 1859 heiratete er Constancia Jacoba Heldewier (1833–1902), Tochter des Den Haager Ratsherrn Daniël Charles und dessen Ehefrau Claire Susanna van Kerchem. Aus dieser Ehe gingen vier Kinder hervor. Der Großvater seiner Frau war Daniël Michiel Gijsbert Heldewier (1753–1822), Mitglied der gesetzgebenden Versammlung und der Versammlung der Notabeln sowie Bürgermeister von Leiden (Stadt) war.

## Veröffentlichungen
- Geschiedenis van het 7e Regiment Infanterie, Arnhem 1857
- De vestingoorlog en de vestingbouw in hunne ontwikkeling beschouwd, Den Haag 1862
- Bijdragen tot de kennis van ons verdedigingsstelset, Breda, 1864
- De versterking van Parijs, een bladzijde uit de parlementaire geschiedenis van Frankrijk, Amsterdam 1874
- De Vat van het tweede Keizerrijk, Schiedam 1875
- De crisis en de toekomst der liberale partij, 1876